# Supersticiones japonesas
Las supersticiones japonesas están muy arraigadas en la cultura e historia del Japón. La creencia en las supersticiones está bastante extendida y la mayoría tiene raíces muy antiguas en la historia de este país. Un buen número de supersticiones tienen sus bases en las costumbres y en la cultura japonesa y son utilizadas para enseñar lecciones o para dar consejos prácticos.
Algunas supersticiones de Japón se han importado de otras culturas, como la del gato negro que da mala suerte si se cruza en tu camino (creencia de origen occidental).
Los japoneses también comparten supersticiones con otras culturas asiáticas, particularmente los chinos y coreanos, con quienes mantienen lazos históricos y culturales significativos. Un ejemplo es el número cuatro, del que dicen que da mala suerte ya que en japonés "cuatro": Shi (四) y "muerte": Shi (死) se pronuncian igual.
Una buena parte de la superstición japonesa se relaciona con el idioma. Los números y los objetos que tienen nombres que sean homófonos, las palabras tales como "muerte" y "sufrimiento", típicamente se consideran que traen mala suerte. Otras supersticiones se relacionan con los significados literales de palabras. Otra parte significativa de la superstición japonesa tiene sus raíces en el Japón antiguo y más profundo, con tradiciones basadas en el Animismo y en el respeto de las cosas naturales que contienen energías o espíritus. Así, muchas supersticiones implican la creencia en animales y en pinturas de estos: Ema 絵馬 , que pueden estar relacionados con la buena o mala fortuna.

## Refranes, leyendas y sabiduría popular
- Si juegas con fuego mojarás tu cama (para que los niños se den cuenta del peligro del fuego).
- Si descansas después de comer, te convertirás en una vaca (Para no ser vagos).[3][2]
- Si silbas o tocas una flauta de noche, las serpientes vendrán a ti (Para que no molesten a los vecinos y al aparecer serpientes hace alusión a los ladrones). En otras zonas de Japón (Okinawa) se dice que si silbas de noche aparecen los fantasmas.[3][2]
- Cuando se estornuda sin estar resfriado, esto indica que alguien está hablando en ese momento de ti (Es análogo a lo que se suele decir en algunos países cuando a alguien le pitan los oídos).
- Nunca se debe pasar de largo un templo sin dar dos palmadas delante el altar, inclinarse en reverencia, decir una oración a los dioses. Si hay una campana delante del templo, hay que finalizar tocando una vez la campana.
- Hay que evitar tomar fotografías a las tumbas para no perturbar el descanso de los difuntos.

## Superstición lingüística (homofonía y polisemia)
- Si un coche/carroza fúnebre pasa, oculta tu pulgar dentro del puño. Aunque no tenga mucho sentido, pulgar en japonés se traduce literalmente como “dedo-padre” y guardarlo en el puño es considerado como un signo de protección a tus padres; si no, tus padres morirán.[3]
- Cuando estés nervioso, escribe con el dedo “persona” en japonés 人　(”hito”) en la palma de la mano tres veces y haz como que te lo tragas; Ello te ayudará a tranquilizarte.

### Números
Existen varios números que dan mala suerte en japonés. Tradicionalmente, 4 y 9 traen mala fortuna. Una de las pronunciaciones de 4 es “shi”, que también significa muerte. Nueve también es pronunciado “ku” que significa sufrimiento. El 13 también da mala suerte pero eso lo han importado de los occidentales. Esto puede llegar a extremos realmente exasperantes como evitar la numeración de plantas de edificios con esos números (sobre todo en hospitales y hoteles). Un caso especial es evitar como sea la habitación 43 en las secciones de maternidad de los hospitales, pues la lectura de 43 significa literalmente nacimiento muerto. Así, generalmente, cuando se hacen regalos se evita regalar 4 cosas, se usan 3 o 5 pero nunca... 4.

## Muerte y lo sobrenatural
- En caso de acudirse a un funeral se debe echar sal sobre uno mismo, pues se cree que esto purifica. Curiosamente, en occidente se cree que lanzar sal da mala suerte.[cita requerida]
- No se debe dormir nunca con la cabeza orientada al norte o se corre el riesgo de tener una vida corta, ya que es de esta forma como se orientan los cuerpos durante los entierros.[3][2]
- Los palillos (palitos chinos) no deben clavarse en la comida, especialmente en el arroz. Los palillos sólo se clavan en el arroz dentro del bol que se coloca en el altar en los funerales. Así mismo, la comida no debe pasarse de palillos a palillos pues esto forma parte también del ritual funerario donde los restos incinerados de la persona junto con algunos fragmentos de los huesos, se pasan a la urna con los palillos.[3][2]
- Cortarte las uñas por la noche trae malos presagios. De hacerse así, se dice que no yacerás con tus padres en su lecho de muerte.
- No se debe pintar el nombre de nadie en rojo, el rojo se asocia con la muerte, es decir, le estas deseando la muerte a dicha persona.

## Animales

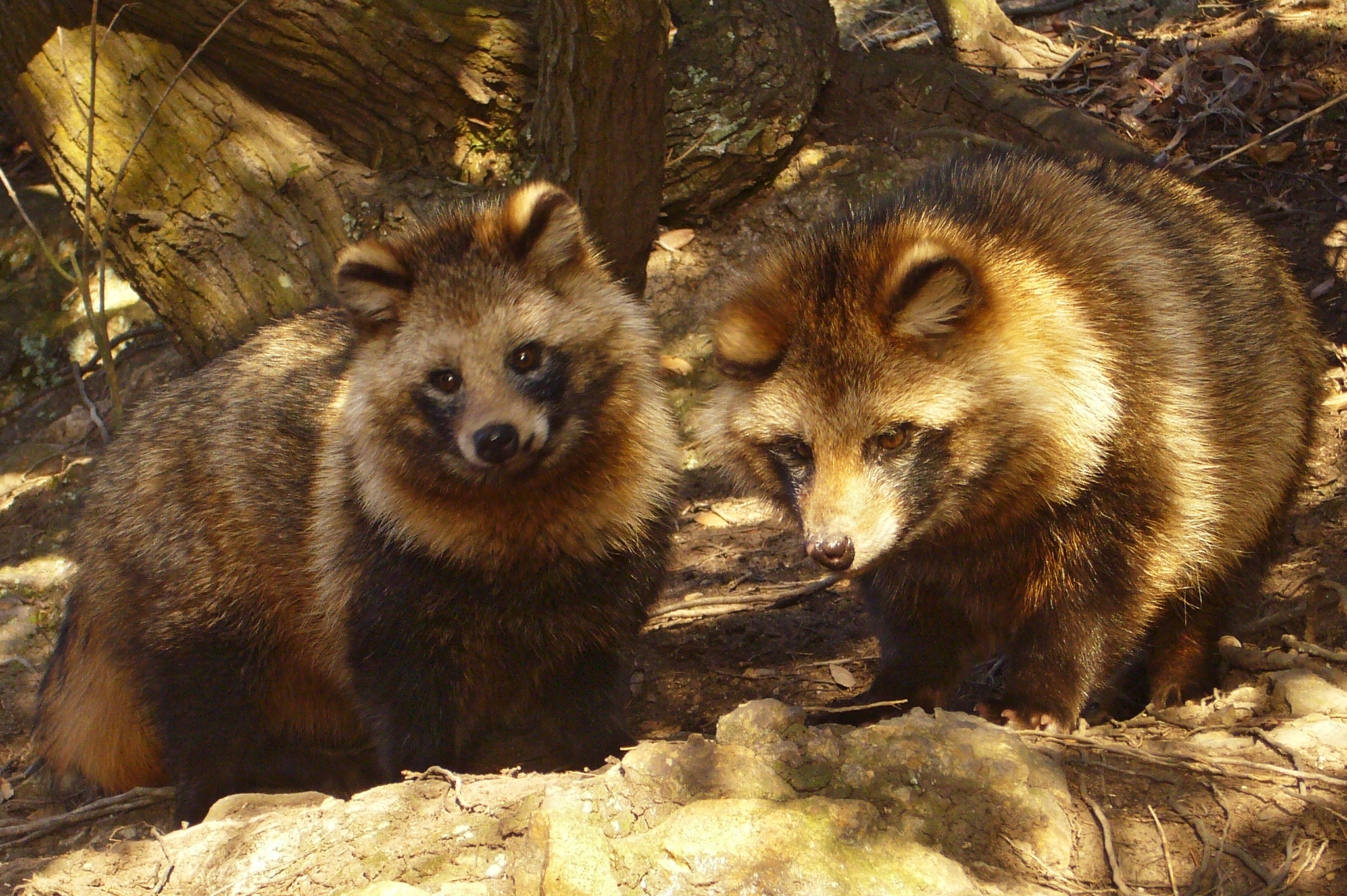
Dos tanuki (狸) en Fukuyama (Japón).

- El tanuki, un animal típico de Japón, al que se le atribuyen poderes sobrenaturales, puede llegar a adoptar forma humana y producir travesuras. Es análogo a las supersticiones europeas relacionadas con duendes, gnomos y otros seres burlones.
- El Maneki Neko o "gato de la suerte" está presente en muchos negocios como tiendas o restaurantes para atraer la buena suerte y a los clientes.[4] Esta costumbre también se ha expandido, en menor medida, en Occidente en general, en especial en Estados Unidos, adaptándolo a las costumbres locales.[5]
- Si es vista una araña de mañana, significa buena suerte, por lo que no debes matar a esta; Pero si es vista por la noche, significa que se tendrá mala suerte, así que tienes que matarla.[cita requerida]
- Si se cruza la mirada con la de un cuervo, es que algo malo pasará.[cita requerida]
- Si en tu camino se cruza un gato negro, algo malo ocurrirá (una creencia que ha sido importada de la cultura occidental).[3]

## Zapatos
- Si se estrenan zapatos nuevos y por cualquier razón se mojan en un día lluvioso, cada vez que se vuelvan a calzar también volverá a llover.[cita requerida]
- No se deben estrenar zapatos nuevos por la noche, ya que ello atrae la mala suerte.[cita requerida]
- Si un zapato de alguien que se ha escapado o ha huido es puesto en el horno de la cocina, éste volverá por su propio pie.[6]